# دهستان چورس
دهستان چورس یکی از دهستان‌های بخش مرکزی شهرستان چایپاره واقع در شمال استان آذربایجان غربی می‌باشد. مرکز این دهستان روستای چورس است.
براساس سرشماری مرکز آمار ایران در سال ۱۳۹۵، جمعیت این دهستان برابر با ۴٬۶۶۲ نفر (۱٬۴۳۴ خانوار) بوده‌است. 

## روستاهای تابعه
روستاهای این دهستان عبارتند از:
- آخورلو
- ایدلوی سفلی
- ایدلوی علیا
- بالاکهریز
- چورس
- چیرکندی
- حمزیان سفلی
- حمزیان علیا
- خانقاه
- دل کندی
- علی‌آباد
- فیض‌آباد
- قره‌کهریز
- قمشکان علیا
- قنات میرزاجلیل
- قوزلوی خانیه
- مرقشه